# Mariakerk (Prenzlau)
De Mariakerk (Marienkirche, Sankt Marien) is de protestantse hoofdkerk in Prenzlau in de Duitse deelstaat Brandenburg. Het is een voorname vertegenwoordiger van de Noord-Duitse baksteengotiek.

## Geschiedenis en architectuur

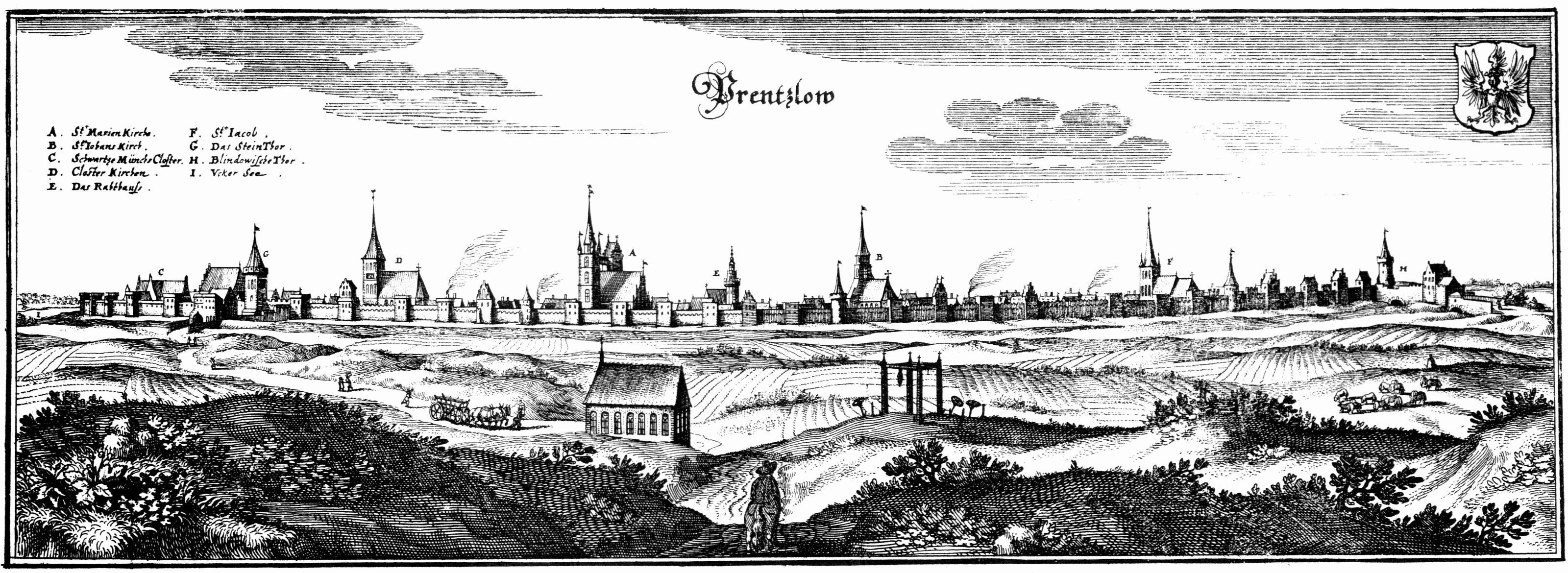
De Mariakerk op een stadszicht van 1652

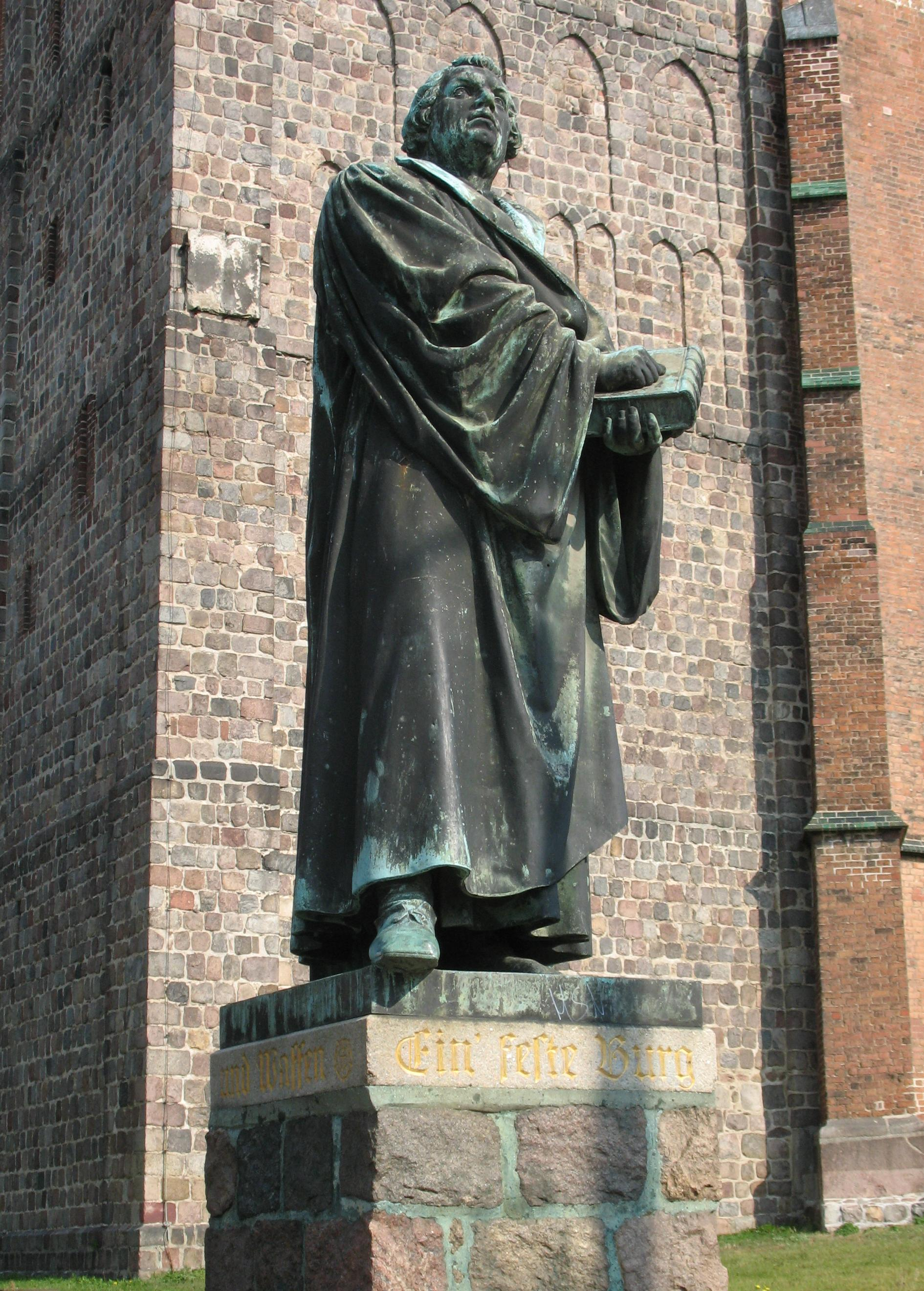
beeld Maarten Luther

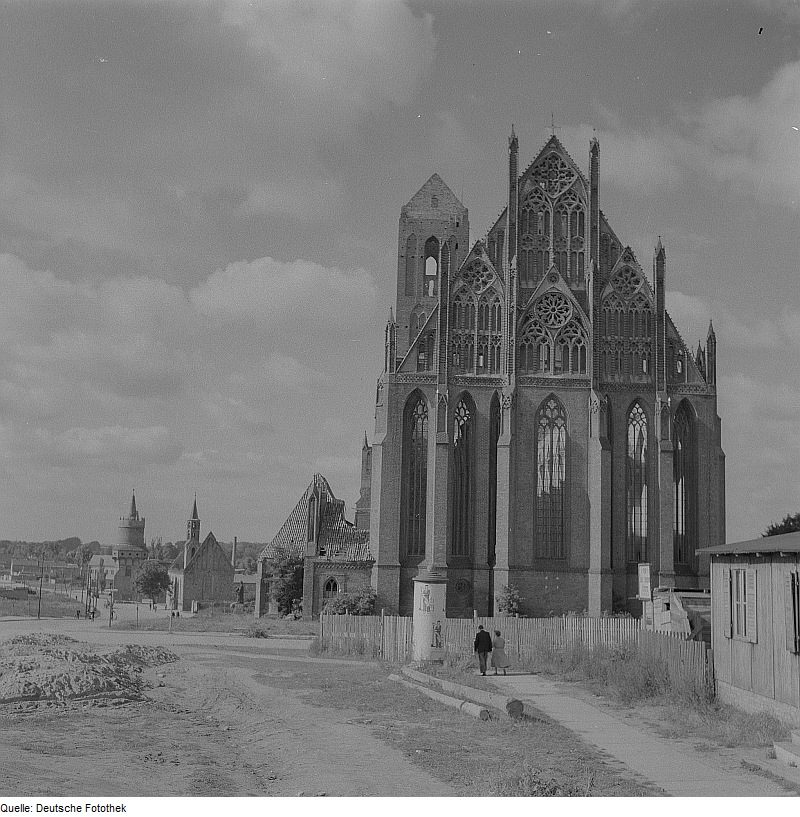
De kerk na 1945

Een eerdere kerk werd tussen 1235 en 1250  gebouwd als drieschepige basiliek met dubbele torens en een twee traveeën tellend kerkschip, transept met aansluitend een ingesnoerd vlak koor.
Tussen 1289 en 1340 volgde nieuwbouw van een drieschepige hallenkerk in de stijl van de baksteengotiek. Het westelijke deel van de voorganger, die nog met veldstenen was gebouwd, bleef daarbij behouden. De nieuwbouw telde zeven traveeën en was 56 meter lang, 26 meter breed en 22 meter hoog (43 meter tot de nok van het dok). Ze ontstond in twee bouwfasen. De nieuwbouw gold als de eerste hallenkerk ten oosten van de Elbe. In de 14e respectievelijk 15e eeuw werden de Christoffelkapel (Christophoruskapelle) en de tweeschepige Margarethakapel (Margaretenkapelle) toegevoegd aan de zuidzijde. Het kruisribgewelf bleef in de Margarethakapel bewaard.
De oostelijke gevel geldt als een van de hoogtepunten van de Noord-Duitse baksteengotiek. De apsissen zijn gering van omvang en zijn bij de zijschepen tweezijdig, de centrale apsis is driezijdig. De zes steunberen van de oostelijke gevel eindigen in sierlijke pinakels. De top van de gevel wordt met maaswerk van rode en zwart geglazuurde stenen versierd. Wimpergen en maaswerkfriezen completeren het geheel.
De noordelijke voorhal uit het begin van de 15e eeuw heeft een gevel met een driedelig frontaal in de stijl van de Duitse architect Hinrich Brunsberg.
Boven het vijfvoudig geprofileerde westelijk portaal bevindt zich naar het kerkschip toe een rond venster. Voorts bevindt zich aan zowel de noordelijke als aan de zuidelijke kant een rijk gevormd portaal.

## Torens
De noordelijke toren met een hoogte van 68 meter stamt uit de 16e eeuw. Tot 1945 werd de toren afgesloten door een zadeldak in oost-west richting. Daartussen bevond zich een renaissance gevel. Na 1972 werd het huidige dak met sokkel in vereenvoudigde vormen geplaatst. Van 20 tot 22 december 1632 werd in de noordelijke toren het stoffelijke overschot van koning Gustaaf II Adolf ondergebracht.
De zuidelijke toren is iets lager en meet 64 meter hoog. Op een stadszicht van Matthäus Merian de Oude is de toren nog te zien met een spitse bekroning op een op de vierde verdieping staand kleiner torendeel. Oorspronkelijk was de toren 90 meter hoog, maar de spits werd later vervangen door een zadeldak. Na 1972 kreeg deze toren net als de noordelijke toren weer een zadeldak, maar dan zonder vier meter hoge sokkel. In het bovenste deel werden twee uurwerken geïnstalleerd.
Beide torens zijn tot de derde verdieping van granieten veldstenen gebouwd. De volgende drie verdiepingen werden in baksteen uitgevoerd. De bovenste verdiepingen zijn versierd met o.a. spitsbogige blindnissen uit de 14e eeuw.
Voor de kerk staat aan de zuidwestelijke kant het Luthermonument.

## Verwoesting
Tegen het einde van de Tweede Wereldoorlog werd Prenzlau zwaar getroffen door oorlogsgeweld. De kerk brandde geheel uit en de gewelven stortten in; alleen het muurwerk van de kerk bleef bewaard. De wederopbouw van de kerk begon in 1970 en duurde voort tot 1997, toen het altaar weer geplaatst werd.
De kerk valt onder monumentenzorg.

## Interieur
Bij een omvangrijke restauratie in 1847 werd het interieur aan de neogotische stijl aangepast. Het laatgotische Marialaltaar, dat in 1512 in Lübeck werd gebouwd, bleef bewaard en wist men in 1945 nog te redden. Een 33 registers tellend orgel uit 1847 met twee manualen van Carl August Buchholz werd verwoest en was in 2024 nog niet vervangen. Het moderne roosvenster met als thema Verwoesting en Wederopbouw werd door de glasschilder Johannes Schreiter gerealiseerd.